# Ford Thunderbird
El Ford Thunderbird es un automóvil del segmento F fabricado en los Estados Unidos por la Ford Motor Company. El nombre del Ford Thunderbird proviene del folklore nativo estadounidense de Arizona y Nuevo México. Cuenta la mitología que el Thunderbird (Pájaro del trueno) gobernaba en el cielo y era el ayudante divino del hombre. Sus grandes alas batientes, invisibles para los mortales, originaban los vientos y los truenos, dando lugar a las tormentas del desierto que proporcionaban a los indígenas estadounidenses el agua para seguir viviendo en la sequedad en la que les había situado el destino en América del Norte.
La idea era llamar al Thunderbird Fairlane, pero se consideraron muchas otras opciones; por ejemplo, aun cuando Lewis D. Crusoe se inclinó por el nombre alternativo de Savile, fue él quién convocó un concurso entre los empleados de Ford Motor Company para sugerir un nombre. El ganador recibiría un premio de 250 dólares. Alden "Gib" Giberson, un estilista nativo del suroeste, sugirió el nombre de "Thunderbird".

## Visión general
La creación de este coche se atribuye a un antiguo ejecutivo de General Motors, Lewis D. Crusoe, un vicepresidente de Ford, George Walker y un diseñador de Ford, Frank Hershey. Entró en la producción para el año 1955 como un modelo de automóvil deportivo de dos plazas, pero, a diferencia del similar Chevrolet Corvette, el Thunderbird nunca fue vendido como un verdadero automóvil deportivo. Ford lo describió como un coche de lujo personal, una descripción que dio nombre a un nuevo segmento del mercado. En 1958, el Thunderbird adquirió una segunda fila de asientos. Las generaciones posteriores se hicieron cada vez más grandes hasta que en 1977 se presentó una generación de tamaño menor, continuándose esa tendencia de reducción de tamaño en las generaciones de 1980, y otra vez en 1983. Las ventas fueron buenas hasta la década de 1990, cuando los grandes coupés de 2 puertas se hicieron impopulares, y la producción cesó después de 1997. En 1999 en el Salón del Automóvil de Detroit se presentó un prototipo que retomó el nombre de Thunderbird, este modelo se basó en una interpretación moderna del descapotable de dos plazas original de 1955. En 2002 fue lanzado nuevamente como modelo de 2 plazas, esta vez con un diseño "retro" que recuerda a la primera generación, que estuvo disponible hasta el final del año 2005.

## Primera generación (1955-1957): losClassic BirdsoLittle Birds
El primer modelo del Thunderbird fue presentado en el Salón del Automóvil de Detroit en febrero de 1954, y el día 22 de octubre de 1954 se empezó a vender como un modelo de 1955. Durante los primeros 10 días, recibió 3.500 peticiones. Ford había calculado construir 10 000 unidades, pero finalmente las ventas de 1955 alcanzaron las 16.155 unidades. El Thunderbird incluía un techo extraíble de fibra de vidrio. También de fábrica se ofrecía una versión con techo descapotable, "convertible". El motor era un V8 Y-block de origen Mercury de 4,8 L (292 in³) de 198 caballos para la versión automática y 193 caballos para la versión manual.
Para el año 1956 las modificaciones fueron imperceptibles. El emblema del frente, sobre la parrilla con un par de banderas a cuadros cruzadas se cambió por un símbolo estilizado del thunderbird, un ave mitológica mencionada en el folclore de las tribus indígenas de los Estados Unidos. El área de los faros ahora tenía un armazón. La insignia V-8 con el "8" dentro de la "V" apareció constantemente en la publicidad de 1955, pero el motor oficialmente era descrito como "Y-Block V-8". En 1956 la publicidad de Ford mostraba derechos reservados para la nomenclatura "Y-8". Esto explicaba por qué la insignia V-8 desapareció.
En los costados del T-Bird se agregó una compuerta de ventilación para reducir el calentamiento en el interior del coche. Con el mismo objetivo se agregaron aletas de ventilación laterales en el marco del parabrisas. El cambio más obvio fue el kit de llanta continental que se colocó en la parte trasera, incluido como accesorio estándar, con lo que se añadió más espacio al portaequipajes.
Se añadieron "ventanillas deflectoras" para mejorar la ventilación. Para obtener una visión posterior más amplia, se añadieron a la versión de techo extraíble unas pequeñas ventanas "Port Window" en los laterales. Un motor V8 Y-block de 5,1 L (312 in³) se dejó como opción única al final de 1956. 
En 1957 solo se hacieron grandes cambios externos pero pequeños mecánicamente, colocándose una parrilla más grande para mejorar el sistema de enfriamiento. La forma frontal fue modificada y se incorporó el nombre de "Thunderbird" cromado justo al frente.
La carrocería de 1957 se alargó 15 cm respecto a años anteriores, porque la llanta de refacción pasó de estar en el exterior a la cajuela; esto hizo que su almacenamiento fuera más fácil, Ford explicó que esa medida también mejoró el manejo del auto debido a una distribución más uniforme del peso.
Una nueva idea en las radios del Thunderbird estaba disponible. Tenía un receptor sensible a la velocidad. Era un dispositivo electrónico construido entre la radio y el distribuidor. Este dispositivo aumentaba el volumen del radio conforme el auto aceleraba. Al incrementarse la velocidad del motor, un condensador conectado en serie con el distribuidor generaba una señal para incrementar el volumen. Esto mantenía el nivel de recepción de audio balanceado con el ruido generado por la conducción. Como medida de seguridad se agregó en el Thunderbird 1957 una franja reflectora en la parte inferior interna de la puerta. Cuando la puerta se abría de noche , las luces de los autos que se aproximaban por la parte posterior del auto se reflejaban en la franja.
El 1957 se considera el modelo más popular de los "Little Bird". Las opciones del motor y la trasmisión también aumentaron al montarle un V-8 estándar 292 & 312, que va de 212 a 340 caballos de potencia.
Las ventas fueron de 31.380, incluyendo 3 meses extra porque los modelos de 1958 sufrieron un retraso. El último "Little Bird" sale de la línea de ensamble el 13 de diciembre de 1957.
Este será el último Thunderbird de 2 asientos que fabrica hasta el modelo compacto deportivo Ford EXP de 1982.

Ford Thunderbird de 1957
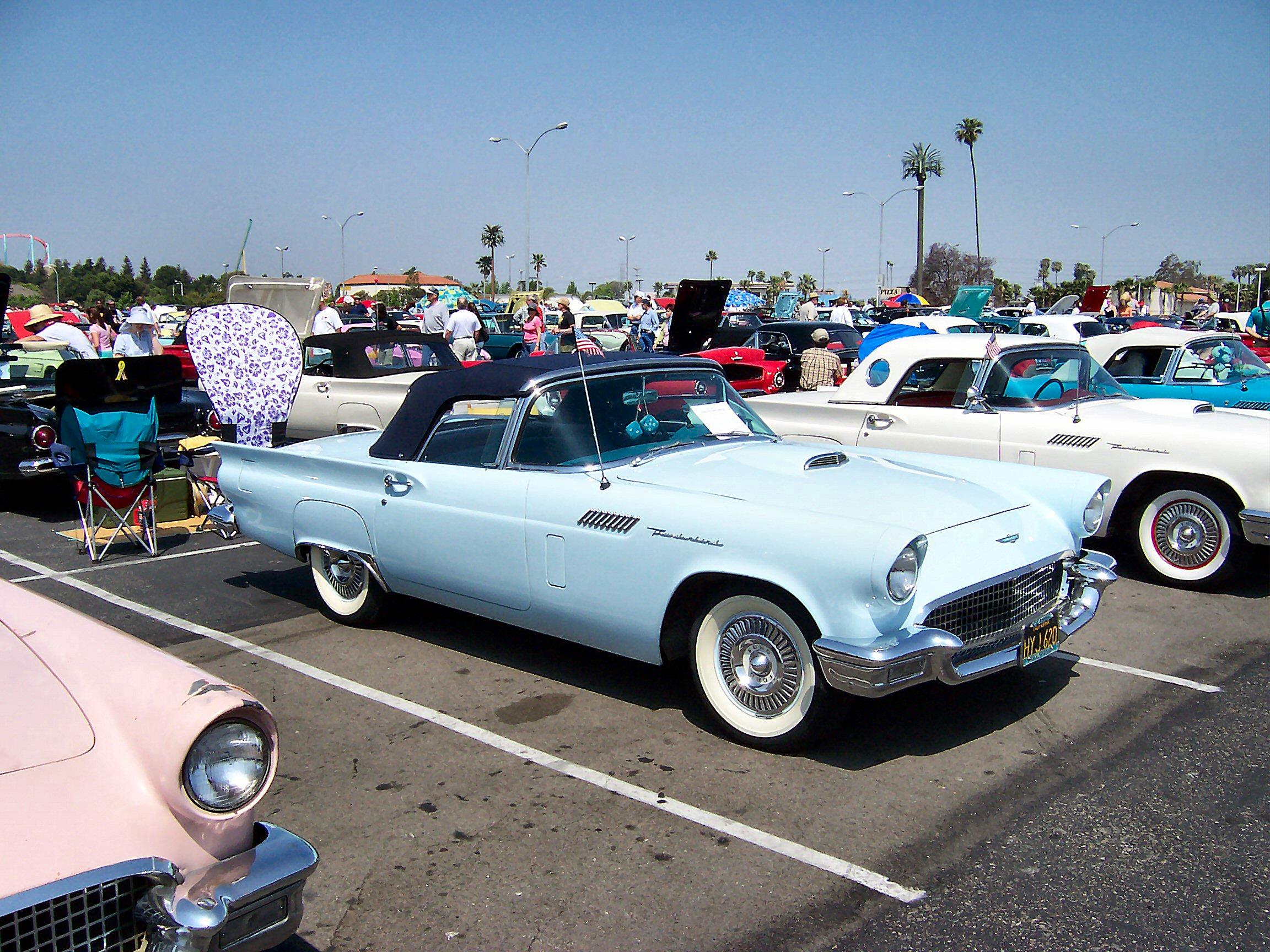
Azul cielo
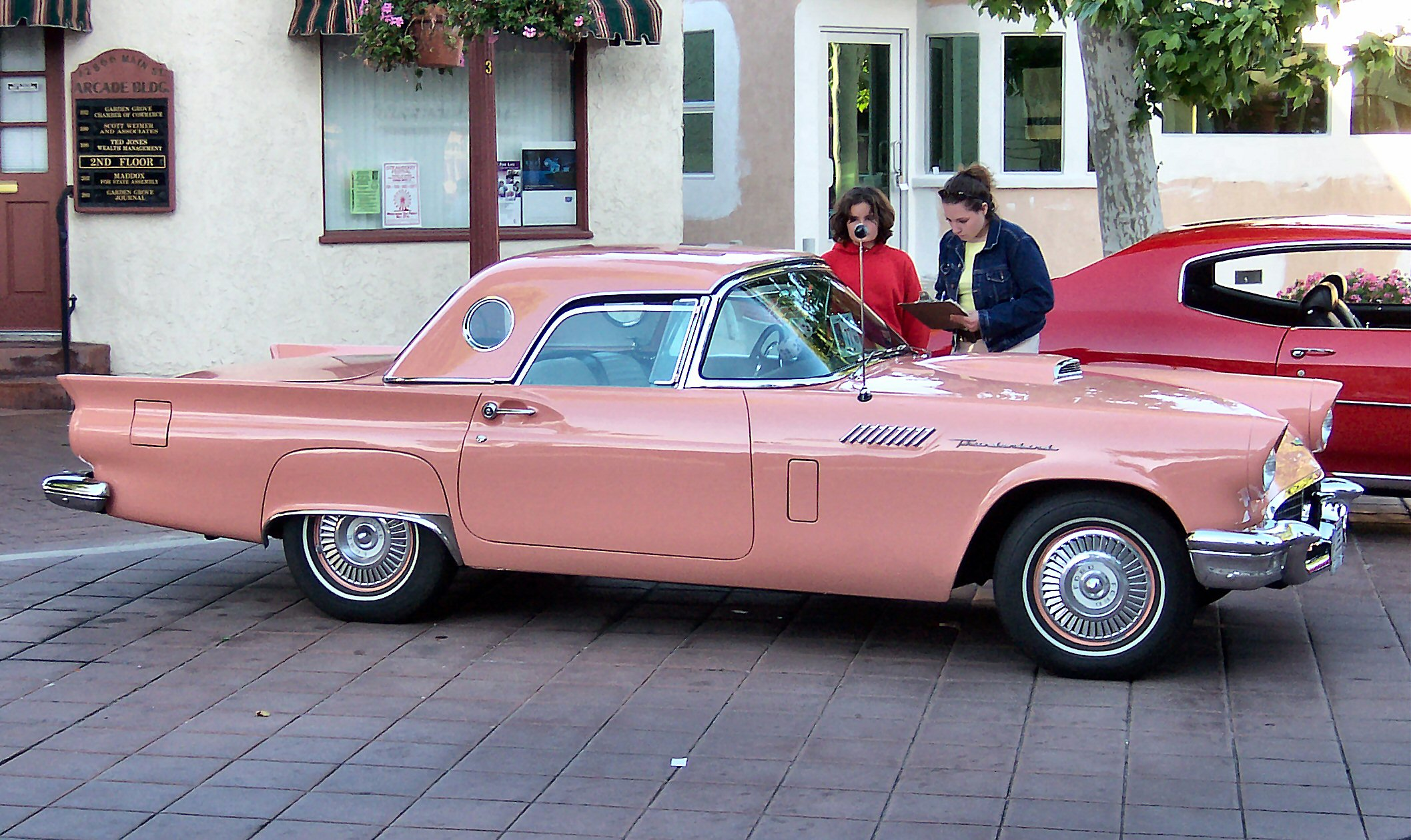
Rosa
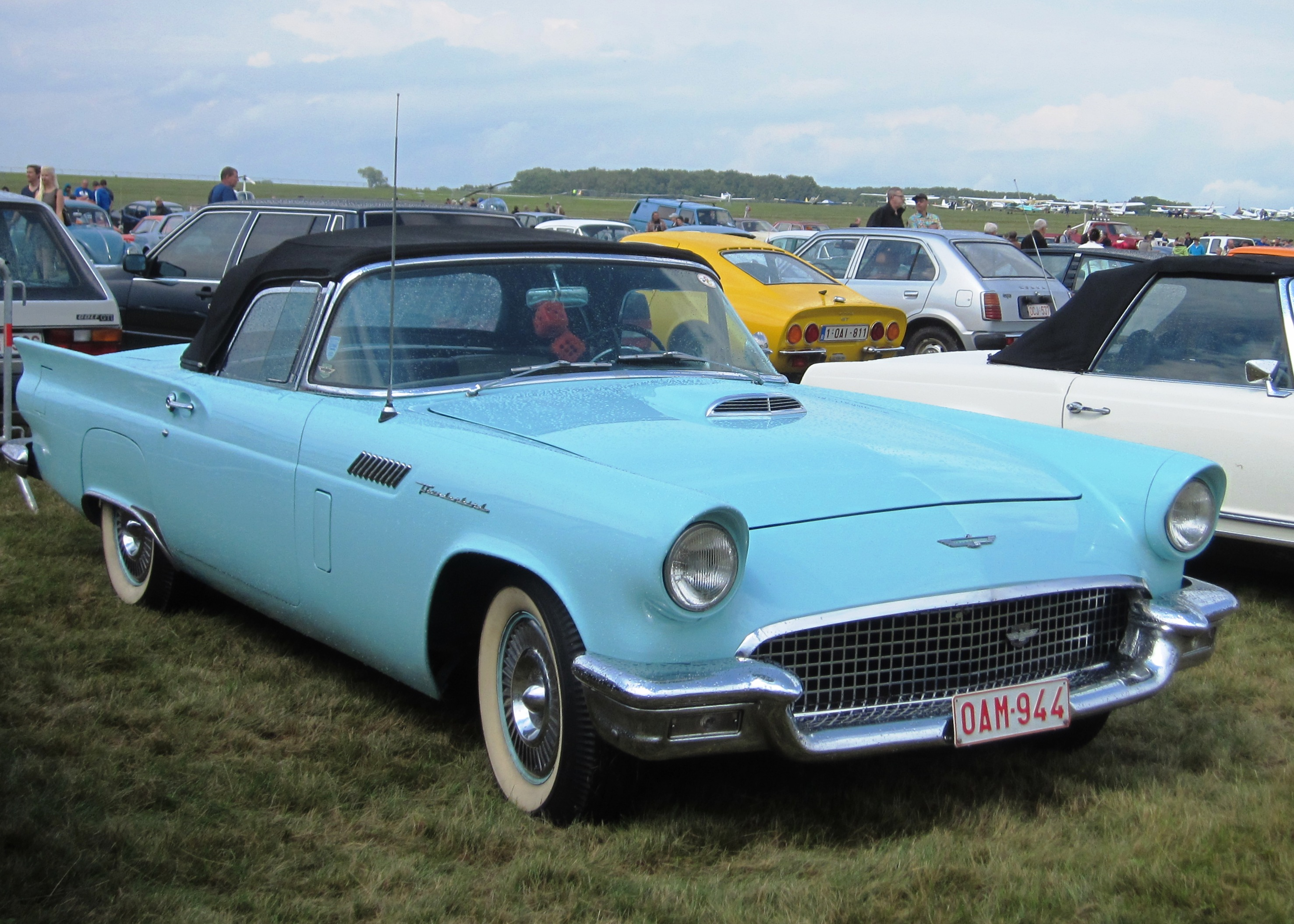
Turquesa
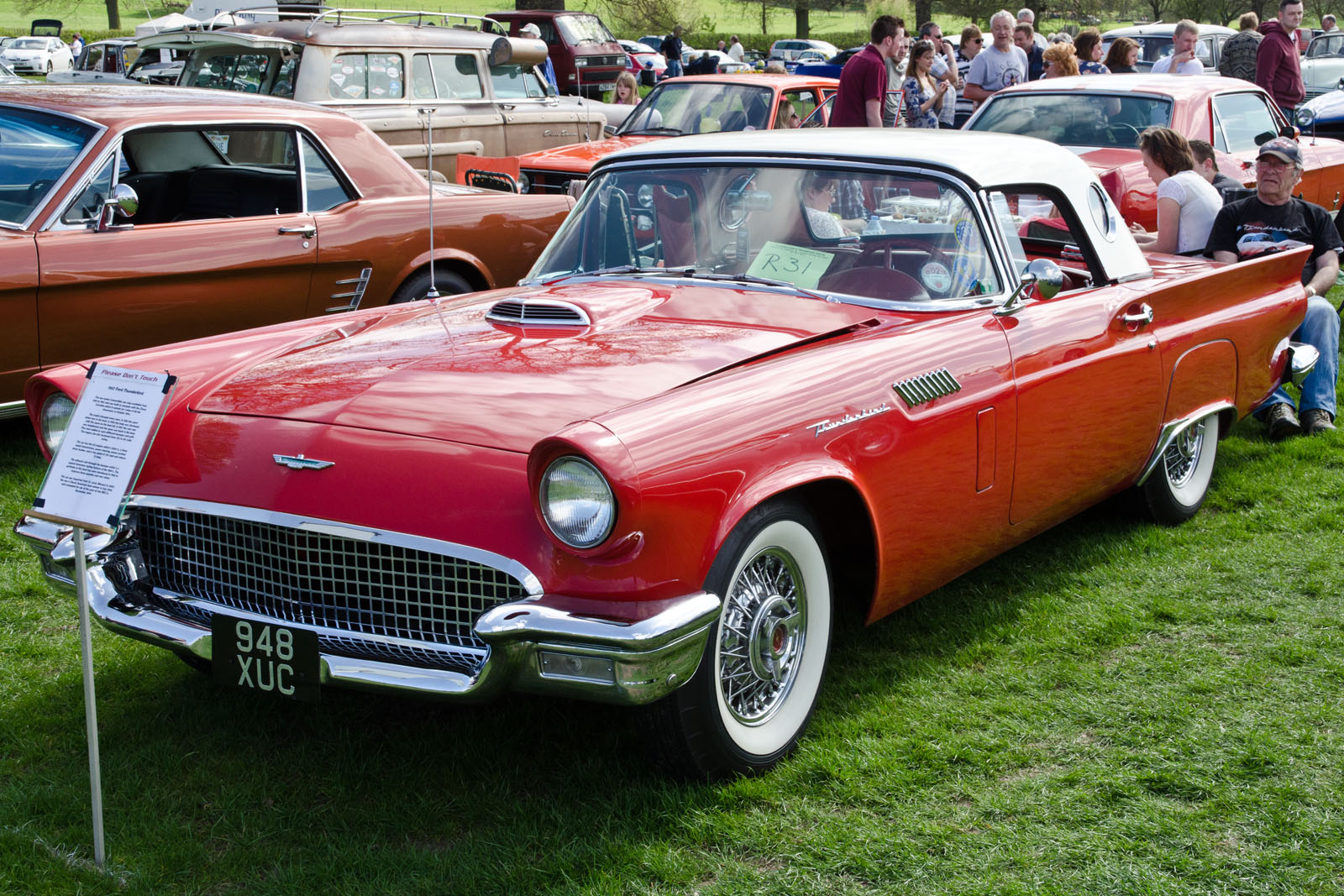
Rojo

## Segunda generación (1958-1960):Square Birds
El Square Bird de cuatro pasajeros aparece por primera vez en 1958, en una fiesta de Año Nuevo celebrada en el exclusivo Thunderbird Golf Club de Palm Springs, California.
Los directivos de Ford se vieron obligados a tomar una difícil decisión respecto al futuro que le darían a la línea del Thunderbird. Ciertamente los Little Bird habían tenido buenas ventas, pero los distribuidores Ford estaban recibiendo quejas relevantes de los dueños, quienes protestaban por el limitado espacio para el conductor y la falta del asiento trasero.
Asimismo, aunque el Thunderbird de dos plazas había vendido más unidades que sus competidores directos, Ford no había logrado llegar a los niveles de ganancia que ambicionaba. El mercado de los autos de dos plazas, que había experimentado un fuerte crecimiento a principios de los años cincuenta, ya no crecía más. Por si fuera poco el Thunderbird no era considerado por los expertos como un verdadero deportivo. Nunca fue capaz de satisfacer las exigencias de los entusiastas de este nicho de mercado. En este punto, después de tres años en el mercado el Thunderbird de dos plazas no estaba generando adecuadas utilidades.
Ford desarrolló la idea de un auto de cuatro asientos, en sustitución del querido biplaza. Inicialmente, el diseñador del producto, Tom Case, pretendió seguir ofreciendo el modelo de dos plazas con un nuevo sistema de fuerza en la capota, adicional al modelo de 4 plazas, pero el nuevo gerente general de la división, Robert S. McNamara se negó y ordenó enérgicamente a Case que se olvidara del modelo de dos plazas.
La producción del Thunderbird de cuatro plazas se inició el 13 de enero de 1958.
Se había planeado su producción en una planta totalmente nueva en Wixon, Míchigan, junto con el Lincoln Continental Mark III.
La introducción a los distribuidores del nuevo Thunderbird tuvo lugar el 13 de febrero de 1958. Este ha sido uno de los cambios más completos que ha sufrido un auto en su historia. Era más largo, su construcción era en un chasis de una sola pieza y tenía varias innovaciones tecnológicas. Inicialmente sólo estuvo disponible el Thunderbird como Hardtop. El convertible salió hasta junio de 1958. Este modelo tuvo la primera capota automática en un Thunderbird.
El auto tenía forma de un Ford cuadrado. De hecho, a estos autos se les conoce como Square Birds. La ventila del cofre se caracterizaba por su forma angular con líneas que se perdían a lo largo del mismo. Los costados del auto tenían proyectiles simulados. Cada calavera tenía incrustada la forma de toberas de cohete. Dos topes se colocaron en la parte inferior de la defensa. Cada una de las toberas simuladas de la parte trasera sujetaba dos calaveras redondas.
Una característica del HardTop fue su techo de estilo formal, de apariencia larga y muy baja. Por el exterior tenía molduras en los paneles laterales con medallones del Thunderbird. Este fue el primer T-Bird en tener aletas de ventilación. Estaba claro que el Thunderbird tenía más semejanza con los Lincoln producidos también en Wixon que con el resto de la gama Ford. El lujo en su diseño se llevó a extremos más lejanos que en los modelos 1955 a 1957.
La planta de fuerza del Thunderbird 1958 fue el nuevo motor V8 "interceptor" de 5,7 L (352 pulgadas³. Este combinaba las transmisiones manual de 3 velocidades, overdrive o automática. Incluso la reciente y totalmente nueva Cruise-O-Matic. Otros motores opcionales se tenían considerados para el Thunderbird debido al éxito de la amplia lista de plantas de fuerza que se ofrecieron en 1957 y que ayudó a la venta. Un plan era usar el motor V8 Edsel de 5,9 L 361 pulgadas³ con cuatro opciones de potencia. Como el presupuesto era de solo 50 millones de dólares para el rediseño, ingeniería y equipamiento de herramientas.
Ya se había tomado el 90% del dinero, el plan se replanteó y se pensó solo en uno o dos motores distintos. En marzo de 1958 los catálogos del Thunderbird mencionaban como segunda opción el motor V8 de 7,0 L 430 pulgadas³ con 375 caballos de potencia.
La revista Motor Trend le otorga el título de Car of the Year (Coche del Año) al Thunderbird de 1958.
Para 1959 el nombramiento que la revista le otorga al Thunderbird convence a Ford que no había razón para cambios radicales en el siguiente modelo, hecho que decepcionó a muchas personas. En primer lugar el Thunderbird se presenta con diez días de retraso y segundo, había muy pequeños cambios con relación al modelo anterior.
El modelo 1959 presentó un cambio de barras horizontales para la parrilla frontal. El mismo patrón se repitió en el área de paneles de las calaveras. En los proyectiles simulados laterales se remplazaron las inserciones metálicas cuadradas y cromadas por un adorno en forma de flecha en la punta del proyectil. El nombre de Thunderbird cromado se cambia de lugar hacia la puerta. Adicionalmente, se reemplaza el medallón de la columna de la ventanilla trasera, en el hardtop, incorporando un Thunderbird esculpido. Nuevamente ofrecieron un par de modelos con dos puertas para cuatro pasajeros. La capota del convertible era automática se ocultaba en la cajuela. Otras modificaciones técnicas en T-bird incluían un abanico en el radiador, un tanque auxiliar en el radiador, y reubicación del sistema de limpieza de vidrios y un mejoramiento en la suspensión trasera. La compañía promovía características en su sistema de suspensión delantera, puertas de 4 pies de ancho, capacidad de almacenar en la cajuela hasta 20 pies cúbicos, sistema de seguridad en la columna de dirección y asientos individuales ajustables. El diseño de los asientos estaba basado en un estilo redondo y acolchado. La compañía los promovía como individualmente contorneados y acolchados hasta 4 pulgada de profundidad en el respaldo.
Los asientos delanteros se doblaban completamente para un mejor acceso al interior. El fondo del panel de instrumentos era blanco en lugar de negro. La incorporación de un nuevo motor más amplio no tuvo un gran impacto, pero si una fuerte influencia en el papel de las carreras profesionales. 
Estos autos familiares del año 1959 tenían una distancia entre ejes 2.99 m incrementándose el peso de un promedio de 136 kg haciéndose poco atractivo para las carreras; la construcción de este vehículo permitió una ahorro de peso en 45 kg .
Para 1960 el modelo solo sufrió algunos cambios, en el cual se le colocó una nueva parrilla con una larga barra horizontal interceptada por 3 barras verticales. Las calaveras tenían 3 luces, los hardtop lucían un emblema elegante en el centro de la columna trasera. Quitándose el adorno de la punta de los proyectiles de las puertas colocándose en su lugar la inscripción Thunderbird. El espejo ya formaba parte del equipamiento estándar. Dentro del vehículo se podía encontrar el mismo tablero, los mismos asientos y la misma consola de modelo anterior. Solo se modificó la tapicería. Siendo su precio de lista de USD $ 3755, no un fuerte vendedor el vehículo. No fue el primer auto en tener un quemacocos, pero sí fue el primero de la posguerra. La opción se mostró en la publicidad del mismo con tan solo 2536 compradores.
Un nuevo motor Serie MEL de 7,0 L (430 in³) con 300 caballos de potencia y con un costo de USD $200 se conseguía el V8 especial (430 in³) 350 caballos de fuerza, en el que la compañía había ganado algunas competencias en los circuitos de 1959. Siendo también disponible un kit de decoración cromada para abrillantar el motor. La compañía anunciaba que su motor estaba equipado con fuel injection, aunque en realidad solo poseía un carburador de 4 gargantas, llamado "Presition Full Metering", promoviendo que la transmisión Cruise-O-Matic estaba disponible en ambos vehículos, sin embargo fue obligatoria en el lincoln de (430 in³). No siendo disponible el motor más grande con otra transmisión. Estaba disponible con transmisión manual de 3 velocidades y/o con overdrive. El motor de (430 in³) era capaz de arrancar de 0 a 60 millas en 9 s manejándolo era otro mundo, siendo muy fuerte su crítica en la conducción del auto, pero extrañamente se publicó otro artículo en el que era original fresco y un concepto nuevo.
En la época de John F. Kennedy se abrieron las puertas para el programa de "Total Performance". Siendo lanzado por Lee Lacocca en 1961. La producción del año 1960 terminó antes de lo acostumbrado; ya que el cambio del modelo fue adelantado a la versión 1961. 
Las ventas del Thunderbird se habían doblado a 67.456, incluyendo 10.261 descapotables. En 1960 las ventas aumentan a 92.843, incluyendo 11.860 por los descapotables. Destaca también que el modelo de 1960 ofrecía en opción un techo solar denominado "Golden Edition": se vendieron 2.530.

## Tercera generación (1961-1963):Bullet Birds
El Proyectile Bird se lanzó al mercado por primera vez en 1961, incluyendo transmisión automática, dirección asistida, servofrenos y un curioso volante.
El tercer Thunderbird completamente nuevo en siete años debutó con cambios radicales en su carrocería e interiores. Ahora, en lugar de esquinas y ángulos, el Thunderbird era un conjunto de suaves líneas curvas. El nuevo aspecto hacía ver el auto más cercano al suelo.  El deportivo Ford no solo alardeaba de un nuevo chasis; ahora tenía un motor más grande y poderoso.
El advenimiento de la aeronáutica de los jets comerciales a finales de los años cincuenta, los lanzamientos espaciales de 1959 y el lanzamiento del satélite de comunicaciones Echo I en 1960 fueron el escenario de la imagen futurista del nuevo T-Bird. La inclinación de la curva del cofre daba la apariencia de movimiento cuando el auto estaba detenido. Este fue un estilo muy dramático para su tiempo. Dos faros aparecen a cada lado del frente, los cuales se integran perfectamente a la parte superior de la parrilla. el resto de éste recorre hacia abajo suavemente el frente del auto con forma de torpedo. El Bullet Bird (pájaro bala), proyecta suavidad y aerodinámica con alto impacto. Algunos coleccionistas lo llaman Rocket`Bird.
A pesar del alejamiento de los primeros diseños, el nuevo Thunderbird poseía rasgos que tradicionalmente se asociaban a la marca. Tenía un estilo largo y extremadamente bajo para su longitud. Las calaveras volvieron a ser redondas como en el 1957. De hecho, Ford retomó las calaveras de un solo lente en 1961.
Por primera vez el cofre del Thunderbird tenía las bisagras en la parte posterior, y era más ancho en 1960, aunque con salpicaderas más angostas. Estas últimas fueron diseñadas para fijarse con tornillos y facilitar las reparaciones de carrocería, se eliminó por completo el parabrisas tipo dog leg (pata de perro) que fue usado en la década de los cincuenta. El nuevo parabrisas con pilar delgado y recto mejoraba la visibilidad sin presentar distorsión alguna. El Thunderbird de 1961 podía tener el acabado en 19 diferentes colores sólidos Diamond Lustre y 30 combinaciones de dos tonos (incluyendo 7 combinaciones inversas) que se ofrecieron en el hardtop.
Aunque en el exterior la longitud se incrementó 10 pulgadas, las dimensiones del espacio interior permanecieron igual que en el modelo 1960. Hubo seis tipos de tapicería estándar disponibles en todos los colores. La tapicería en piel no se ofreció en verde. Las capotas de los convertibles podían ser blancas, negras o azules. La consola central era 25% más pequeña, mejorando con ello el acceso al asiento trasero. Una nueva idea es usada en el Thunderbird como fue el espejo retrovisor sobre el vidrio del parabrisas. El equipamiento adicional incluía un motor V8 Serie FE de 6,4 L (390 in³) con ahogador automático, doble salida de escape y sistema de lubricación "full flow". 
Las ventas en 1960 eran de 73.051, incluyendo 10.516 descapotables. El Thunderbird destacó fuerza porque fue elegido coche de seguridad de la carrera Indianápolis 500 y porque en él subió el presidente de Estados Unidos John F. Kennedy. 
En 1962 las ventas eran de 78.011, incluyendo 9.884 descapotables. Se presenta el Thunderbird Sports Roadster, que transforma el Thunderbird en un 2 asientos como era el original, entre otras modificaciones y un precio un tanto elevado que le dio pocas ventas, y entre los pocos compradores figura Elvis Presley.
Para el año 1962 el Sport Roadster presentaba una cubierta de fibra de vidrio moldeado y reposacabezas acolchados que volvían a convertir a este descapotable de cuatro asientos en un modelo de dos plazas. También presumía de tener ruedas con radios cromados, tapacubos simulados y una barra para la comodidad de los pasajeros en las curvas.
El modelo 1962 también salió con una parrilla y luces traseras nuevas y con dos nuevos modelos. Uno fue llamado Landau. Su interior se construía sobre pedido y el techo tenía una cubierta de tela con barras S de Landau en los costados. El otro modelo fue el Roadster deportivo, que tenía una tapicería especial en los asientos y ruedas con radios.
El estilo había sido influenciado por la moda Kalifornia Kustom de principios de los 60`s, el modelo 62 tenía una parrilla rediseñada con cuatro brillantes líneas horizontales y pequeñas barras verticales. se reemplazaron las molduras "apiladas" del área trasera (modelo 61) por una hilera de guiones horizontales. Después de la primavera, algunos autos fueron construidos con una línea cromada horizontal a lo largo de su costado. Las grandes y redondas calaveras, características de la marca, fueron adornadas con más cromo.
Una larga lista de equipamiento estándar se incluía en el alto precio del auto. El auto incluía sistema de escape con doble salida, filtro de combustible y de aceite, motor de 390 pulgadas³ con carburador de cuatro bocas, tablero de instrumentos y viseras acolchadas, reloj eléctrico con segundero, luces de cortesía, direccionales, volante de centro profundo, aro para el claxon y claxon con bocina doble, asientos delanteros individualmente ajustables, espejo retrovisor con ajuste de día-noche, cerraduras de puerta con doble seguro, cubiertas completas en las ruedas, filtro de aire, transmisión automática, frenos de potencia, dirección hidráulica, limpiadores eléctricos; luces de guantera, cenicero, equipaje, respaldo y en compartimientos; sistema de calefacción; volante ajustable (novedad dentro del equipo estándar), consola entre los asientos delanteros, y neumáticos negros 8.00 × 14. El convertible Sport Roadster añadía la cubierta de los asientos traseros con respaldo acolchado para la cabeza, ruedas de rayos cromados, y una barra de apoyo para el copiloto.
El T-Bird era apreciado por ser silencioso, en un momento que los autos ruidosos eran ordinarios. Había algunas modificaciones adicionales al Thunderbird 1962. Un freno manual de emergencia, cambios leves de la tapicería, y reajustes en los indicadores del tablero fueron algunos detalles de ellas. Abajo del auto, un revestimiento a base de zinc (galvanizado) se aplicó como protección a la oxidación. También el silenciador de aluminio fue mejorado con secciones de acero inoxidable en algunas partes críticas en el sistema de escape, como los resonadores.
Al motor del T-Bird fue objeto de mejoras en el sistema de admisión. La vida del filtro de aceite también se extendió a intervalos de 4,000 o 6,000 millas eliminando una válvula de paso. Para una mayor durabilidad y resistencia se usaron nuevos materiales en sistemas mecánicos de los frenos. Sin embargo, el T-bird estaba a tres años de tener frenos de disco, algo que los entusiastas de la marca creían muy necesario.
Un motor opcional estuvo disponible en 1962. Su producción fue limitada. Este motor era una versión del 390 con tres carburadores progresivos Holley de dos gargantas, una relación de compresión 10.5:1  y un filtro de aire de aluminio distintivo. Conocido como la planta de fuerza "Código M" era capaz de generar 340 caballos de fuerza y 430 libras pie de torque a 3200 rpm. Un roadster M podía llegar de 0 a 96 km en 8.5 s y alcanzar una velocidad superior de 201 km/h y aunque el T-bird presentaba una línea deportiva, no podía ser considerado un "muscle car". El manejo era lento, falto de precisión, y no muy adecuado para las curvas.
Las opciones del motor permanecían igual que en el modelo anterior. A mediados de año salió a la venta una edición especial denominada Princpality Of Monaco, que tuvo una producción limitada de 2,000 unidades.
En 1963, la producción del Sport Roadster cayo significativamente a solo 455 unidades de las que solo 37 contaron con la opción de triple poder (Tri-Power); esta característica los convierte en autos únicos y piezas sumamente raras.
Los Thunderbird 1963 incorporaban como novedad molduras en los laterales de la carrocería, una parrilla ligeramente retocada, luces traseras de nuevo diseño y nuevas variedades laterales y tapacubos. 
En 1963 las ventas bajan a 63.313. El Landau es el segundo más vendido con 12.193 y las ventas de la edición limitada "Principality of Monaco" del modelo Landau se limitan a 2.000. Los 5.913 descapotables y 455 Sports Roadsters vendidos indicaban un declive de la versión descapotable del Thunderbird. 

## Cuarta generación (1964-1966):Flair Birds
Para 1964 la remodelación del Thunderbird consistió en romper este diseño "Bullet" para darle un aspecto más "formal". Es aquí cuando se presentan cambios drásticos en el Thunderbird; entre ellos, los costados se esculpieron profundamente y la parte posterior del auto lucía dos grandes protecciones rectangulares que contenían las calaveras.
El estilo de las defensas y la parrilla permaneció, y sin embargo su aspecto aparecía muy diferente. Se puede decir que los interiores se mostraban como los mejores dentro de la gama ofrecida en esa década. Es así como encontramos un habitáculo provisto de un conjunto de instrumentos deslumbrantes, con nuevas opciones y asientos traseros perfilados. El único motor disponible en ese año fue el V8 Serie FE 390 CID con potencia de 300 CV (224 kW), capaz de impulsar al Thunderbird a 200 km/h (120 mph).
Las suspensiones eran suaves y esto causaba que el chasis del coche se inclinara, lo que lo hacía incómodo en carreteras con muchas curvas. Diferentes probadores de coches notaron que por ejemplo, el Buick Riviera era más ágil por carretera que el Thunderbird. No obstante, este último seguía siendo el líder de ventas en su segmento. Inicialmente se ofrecía la versión con techo duro hardtop, la descapotable y el Landau, con techo de vinilo. Las ventas fueron buenas, con 92.465 unidades (un incremento del 50%).
Para 1965 se continuaba respetando la tradición de Ford en este modelo, por lo que se presentaba esencialmente inalterado, salvo algunos detalles, como los indicadores de revoluciones secuenciales, que era la innovación de aquel entonces.
Por otra parte, los frenos de disco reemplazaron a los de tambor delanteros, por lo que el sistema de frenado mejoró sustancialmente.
En 1965 en cambio las ventas bajan a 74.792 debido a la competencia (incluyendo al nuevo nacido Ford Mustang).
A simple vista el modelo 66 lucía el mismo exterior, pero en realidad había sufrido un rediseño en el frente y un aspecto posterior mucho más estilizado.
En el T-Bird 66 destaca un panel trasero que alberga las calaveras, mismo que muestra un centro liso donde se montaban las auxiliares.
Respecto de su motor, los 390 se unieron al optativo 7,0 L (428 in³) Serie FE con una potencia de 345 CV que daba una aceleración al Thunderbird de 0-100 en 9 segundos (mientras que la del motor estándar era de 11).
Se ofrece una nueva versión, Town Hardtop y el modelo Landau pasa a llamarse Town Landau. Con unas ventas de 69.176 unidades, de las cuales 35.105 eran del Town Landau.
Durante los años 1963-1965 se vendieron 427 Thunderbirds especiales: 120 eran "de altas prestaciones" de los cuales hoy en día quedan 6. Ha quedado documentado que Bob Tasca, un piloto de carreras, pidió uno de estos 427 Thunderbirds. La aceleración de estos Thunderbirds era de 0-100 en 6 segundos, con una velocidad máxima de 217 km/h (135 mph). Una unidad de estas fue usada en la serie de televisión Highlander. Un Thunderbird descapotable de 1966 fue uno de los iconos de la película Thelma & Louise, protagonizada por Susan Sarandon y Geena Davis y dirigida por Ridley Scott. 

## Quinta generación (1967-1969):Glamour Birds
Es en esta generación que recibe nuevamente cambios radicales en el diseño del Thunderbird, ya que no se habían mostrado grandes modificaciones desde 1958. Esta quinta generación vio el segundo mayor cambio de dirección para el Thunderbird. El Thunderbird había seguido fundamentalmente en el mismo concepto a través de 1966, a pesar de que el estilismo se había actualizado dos veces. La introducción del Ford Mustang a principios de 1964, sin embargo, impugnó al Thunderbird de posición en el mercado. Al igual que el Thunderbird, era un pequeño dos puertas, con cuatro asientos y con pretensiones deportivas, pero era sustancialmente más barato. Las ventas del Thunderbird sufrieron. La respuesta de Ford era para trasladar al Thunderbird de categoría, mientras que algunos fanes del clásico Thunderbird consideraron a 1966 el último año de interés.
El Modelo 1967 cuenta con un chasis de una sola pieza, en favor del armado tradicional.
Este Thunderbird se convirtió en un auto significativamente diferente a los modelos anteriores, y el estilo de este T-Bird se ubicó radicalmente fuera de los acostumbrados hasta el momento, por lo que su frente ofreció una apariencia novedosa al ocultar los faros por primera vez en este automóvil.
De igual manera, el ford Thunderbird 1967 se caracterizaba por contar con una profunda rejilla del radiador, la cual se hallaba enmarcada por voluminosas defensas.
El T-Bird de 1968 mostró casi nulas modificaciones, pero ofreció el totalmente nuevo motor 429 de 360 caballos de fuerza.
Un dato curioso de este modelo fue que por primera vez se ofrecieron interiores con asientos de cubo en todos los modelos.
Para 1969 algunos detalles que lució este modelo consistieron en un panel posterior con dos concavidades de forma rectangular que albergaban las calaveras, característica similar a los modelos 1964 y 1965.
Los techos abribles optativos reaparecieron como una opción.
La versión descapotable desapareció. En su lugar, la compañía presentó un modelo de cuatro puertas que estuvo disponible hasta 1971,  pero nunca generó importantes ventas. El nuevo Lincoln Continental Mark III de 1968 se basó en el chasis de la versión 4 puertas del Thunderbird. Hasta prácticamente finales de los años 90, los Lincoln Continental y los Ford Thunderbird compartieron estructuras, así como también el Mercury Cougar. El diseño de 1967 era radicalmente diferente de lo que vino antes, en él destacaban unas formas muy radicales con una parrilla gris de tipo "fishmouth" que contenía los faros ocultos. El diseño global del coche recibía influencias de los aviones de combate, como el F-100 Super Sable. El Thunderbird de 1968 vio la introducción de los nuevos motores V8 Serie 385 big-block 429 CID. Como la mayoría de motores Ford de la época, eran "subestimados" a 360 CV por razones de seguro.

## Sexta generación (1970-1971):Bunkie's Birds
Los Thunderbird de esta generación se les llama Bunkie`s Birds y utilizaron la misma plataforma de los anteriores, pero su estilo de alguna manera se diseñó para aparecer totalmente innovador.
El proyecto tuvo la influencia de "Bunkie" Knudsen, quien habiendo trabajado para General Motors Company, recientemente se había inegrado al equipo de Ford.
El auto lucía un frente rediseñado, del que destacaba una polémica parrilla central y sobre todo, una defensa delgada considerada un tanto extraña en aquel entonces (aunque varios automóviles de GM, sobre todo Pontiac, mostraba algunas de estas variaciones). Otro punto a considerar es que fue eliminada la característica de ocultar los faros dentro de la parrilla. Este modelo seguía considerándose como un automóvil excelente y bastante cómodo para viajes largos.
El modelo 1971 se puede decir que no fue otra cosa que un "saldo", ya que ofrecía únicamente una parrilla ligeramente rediseñada.
La producción total para 1971 fue de 36,055 unidades.
Pese a todo, para 1971 la popularidad del Thunderbird era tal que la famosa tienda departamental Nieman Marcus escribiera el lema: "El Thunderbird para èl y para ella" en su catálogo de "regalos para el que lo tiene todo".

## Séptima generación (1972-1976):Big Birds
El mejor adjetivo para describir a esta generación de Thunderbird es definitivamente "Colosal". 1972 tuvo la introducción de un modelo con un motor 429, un V-8 de 7.0 L (429 in³) como estándar, y el poderoso 460 igual era un V-8 de 7.5 L (460 in³), como paquete opcional.
Los Thunderbirds de la séptima generación son los más grandes que jamás se hayan producido; 
Eran más largos, más anchos y más pesados. Se trataba de automóviles grandes y muy cómodos, aunque su gasto de combustible también era mayor. Pesaban cerca de los 2250 kg. Esto los convertía en los "reyes de la carretera" pero el consumo era muy alto (29,4 a 20 l/100 km) . Debido a la crisis del petróleo de 1973, los automóviles tenían que disminuir su medida para ser más eficientes. 
Este modelo Thunderbird continuó con la inclusión de una capucha larga. Asimismo, este año dejó de ofrecerse la opción 4 puertas.
Entre los años 1973-1976 los T-Bird se mantuvieron esencialmente iguales, presentado solo algunos cambios en las luces en la parrilla y unas pequeñas modificaciones en la parte posterior.
Aquí se hace necesario mencionar un dato histórico interesante: estos Thunderbird conservaron la concepción básica del modelo 1955, sin compartir detalles de otros productos de Ford, hecho que los convirtió en únicos en todo el mundo, como los anunciantes gustaban decir.
Sin embargo esta generación claramente fue fundamental para el Lincoln Mark IV, V, VI (ciertamente el Mark III también estuvo basado en la plataforma del Thunderbird, pero no repararon en ello). Este fenómeno continuó hasta 1997, cuando el Thunderbird fue descontinuado.

## Octava generación (1977-1979):Torino Birds
En 1974 Ford ofrece una edición especial del Torino, denominado Elite, y lo comercializó como "Thunderbird Inspired".
En realidad era una especie de prueba para sondear si el público aceptaba un Thunderbird de esta dimensión. Ante el hecho la reacción fue positiva, y en 1977 un completamente nuevo Thunderbird se introdujo en la gama, el cual estuvo basado en el Torino (como el Mercury Cougar del mismo año). Esta fue la primera vez en la historia del Thunderbird que se ofreció un modelo más pequeño, que además fue menos costoso.
Los 1977 realmente se convirtieron en un automóvil estilizado que conservaron la esencia del Thunderbird tradicional. El detalle de los faros ocultos volvió en este modelo, y la parte posterior del auto mantuvo su anchura junto con ese aspecto de agilidad.
El motor estándar fue el 302, excepto en California, donde se ofreció el 351, la máquina optativa fue de 400.
La personalidad del Thunderbird se mantuvo esencialmente inalterada para los años 1978 y 1979. Las ventas sin embargo, eran dramáticas, pues se tenían 318,140 unidades construidas en 1977; 333,757 en 1978, y 284,141 en 1979.
De 1977 a 1979 se disminuye el chasis del Thunderbird y usa el del Ford Torino de 1972-76 y LTD II de 1977-79. 
También la disminución de medida provoca una disminución de $2.700 dólares en el precio. Respecto a las mecánicas usadas, desaparecen los motores anteriores y el Windsor V8 5.0 L (302 in³) es el motor estándar. Los motores 5.8 L (351 in³) y 6.6 L (400 in³) se dejan como opcionales. En California el 5.8 L era la única opción, perdió potencia, esta queda compensada por la disminución de peso. 

## Novena generación (1980-1982):Box Birds
La década de los 80 y de los 90 fue testigo de un Thunderbird diferente, con ese estilo "aerodinámico" que llevaría a la compañía y a la industria hacia una nueva dirección.
En 1980, se continúa con el tamaño del Thunderbird anterior (Mercury Cougar).
La construcción de su chasis se reemplazó de nuevo a una sola pieza, como la del modelo 1958. Estuvo basado en el "Fox Platform", usado por el Fairmont, que aparecía ante algunos como nada más que un Fairmont elegante con el estilo del Thunderbird.
Cabe mencionar que por primera vez en su historia, el T-Bird ofrecería un motor V-6 estándar, con el 302 como optativo.
1980,1981 y 1982 fueron básicamente los "saldos", los cuales mostraron mínimos cambios para su venta.

## Décima generación (1983-1986):Aero Birds
En 1983, el Thunderbird adquirió una línea más natural y aerodinámica, y con el lanzamiento del Turbo Coupe dispuso de una imagen mucho más deportiva. En 1980 el nuevo jefe de diseño Jack Telnack le preguntó al ejecutivo Don Petersen "¿Esto es lo que quieres en la carretera?" Telnack propuso el rediseño del Thunderbird con un estilo aerodinámico, consecuentemente llevado al Taurus, Sierra y varios Lincoln. En 1987, El Ford Thunderbird Turbo Cupé fue rediseñado con un notable equipamiento nuevo como control automático, frenos anti-bloqueo y sistema turbocargado similar al del Ford Mustang SVO, todo en un auto muy personal y lujoso que producía 190 caballos de potencia del 4 cilindros de 2.3 litros y que tenía como velocidad máxima 235 km/h. El turbo Coupe fue nombrado auto del año por la revista Motor Trend en 1987.
El Thunderbird de esta generación fue construido sobre la Plataforma Fox usada en otros productos Ford incluido los Thunderbird 1980-82 y los Ford Mustang. Solamente conservando es de la anterior generación, el para el modelo 1983 se rediseñó completamente con un diseño más aerodinámico, su coeficiente aerodinámico era de 0.35. El Thunderbird 1983 se ofrecía en versiones Base, Heritage y Turbo Coupe, quedando para el Base y el Heritage como estándar el 3.8 L Essex V-6 que producía 110 caballos de potencia movido por una transmisión automática de 3 velocidades. El opcional era el V-8 de 5.0 L  que entregaba 140 hp estaba disponible en ambos modelos.
El TurboCoupe, el tope de la gama era especial por varias razones. Este usaba un motor Turbo Cargado de 4 cilindros de 2.3 L equipado con el sistema Ford EEC-IV con control electrónico de engranaje. A diferencia de las otras versiones este ofrecía una transmisión manual de 5 velocidades, otros equipamientos eran un Limitador de velocidad (Llamado Traction Lock), Llantas y rines más grandes y un interior más deportivo.
Para 1984 el Ford Thunderbird Turbo Cuope tuvo pocos cambios, tuvo una transmisión nueva de 3 velocidades como opcional. Una edición FILA, que incluía nuevas opciones de pintura y ruedas, mas al gusto de automóviles de talla europea.
Para 1985 el TurboCuope gana potencia hasta los 155 caballos de potencia y todos los modelos recibieron nuevos interiores.
Para su Edición 30.º aniversario se ofreció una pintura con terminación azul única y franjas y carrocería más baja que la del modelo normal.
Para 1986, incluyendo un tablero más alto con una luz de alto, y la eliminación de la edición FILA.

## Undécima generación (1987-1988):Bubble Birds
Para 1986, Ford tenía un proyecto llamado internamente "NM12". Propuesto para competir con el BMW Serie 6. Ford creía que el nuevo Thunderbird tenía que dar un gran cambio para que al público le agradara más, pensando que con las anteriores generaciones se había perdido el espíritu que tenía el modelo. 
Para 1987, el interior fue cambiado remplazando al Elan con el nuevo LX y los modelos deportivos. Más tarde con el V8 y luego el LX con un V6. El Turbo Cupé fue nombrado auto del año en 1987 por Motor Trend. El 2.3 L Turbo de 4 cilindros incluía el sistema de enfriamiento Air-to-Air que era encontrado en el ford Mustang SVO y entregaba 190 caballos de fuerza con una transmisión manual de 5 velocidades. Nueva para el turbo cupé había una transmisión automática de 4 velocidades. Ford la llamó Transmisión Durable. El Turbo cupé incluía frenos de disco en las 4 ruedas, control automático de velocidad de crucero y llantas de 16 pulgadas con neumáticos 225/60VR de estilo deportivo.
Para 1988, la versión final del Turbo Cupé solo recibió cambios menores, como la transmisión automática de 5 velocidades. El Turbo Cupé fue relevado en 1989 por el Super Cupé que tenía un motor V-6 sobrealimentado de 3.8 L, con mejor rendimiento que el antiguo motor de 4 cilindros turbo.

## Duodécima generación (1989-1997):Super Birds
Para 1989 un nuevo y anticipado modelo Thunderbird fue presentado. Derivado de la nueva plataforma de Ford MN12 (proyecto de plataforma de tamaño medio norte estadounidense), el nuevo Thunderbird mostraba un diseño más aerodinámico y relativamente más corto que el modelo 1988. 
El coche presentaba una batalla más corta, suspensión independiente en las 4 ruedas que daba un mejor agarre al suelo. Este equipamiento significó mucho para el Thunderbird, era el único modelo con tracción trasera que a diferencia de otros, como el Chevrolet Corvette que ofrecía suspensión independiente a las 4 ruedas . Como única opciones en la motorización de 1989 se encontraban dos motores, una nueva opción de V-6 basado en el ofrecido en el modelo LX, era un V6 Essex OHV de 3.8 L que producía 140 caballos de potencia a 3800 RPM y 215 LB. Muchos sentían que era poco para cargar los 1700 kg .
Este motor fue equipado con una transmisión automática de 4 velocidades para los modelos de 1989-1993, esto hacia que tuviera un bajo coeficiente al arrancar, el Thunderbird era relativamente rendidor en el apartado del combustible. El Thunderbird equipado con el motor V6 tenía un consumo promedio de 1 L cada 10 km manejando en ciudad y en carretera alrededor de 1 L cada 14.3 km
Un más sofisticado, supercargado y enfriada versión del 3.8 L OHV V6 fue usada para el tope de la gama, el Super Coupe. El Super Coupe tenía la transmisión M5R2 de 5 velocidades, derivada de los Mazda de transmisión manual de 4 velocidades automáticos.
El Thunderbird SC fue nombrado auto del año en 1989 por la revista Motor Trend, Ford prudentemente decía que cuando se corre al máximo de 5,600 RPM, el super cargador proveía de 12 PSI de presión, produciendo 210 caballos a 4000 RPM y 315 LB-P, era a 2600 RPM abajo de una compresión 8.2:1 . 
Acompañando al poderoso motor, el Super Coupe era equipado con una vasta gama de equipamientos que lo hacían estar al tope en comparación con el Thunderbird base. En esa larga lista estaban: llantas de 16 pulgadas con llantas de alto rendimiento (los Thunderbird`s básicos usaban una de 15 pulgadas), un control de bloqueo de tracción con diferencial, frenos antibloqueo, una mejor suspensión con buen agarre y control ajustable.
Para el modelo 1991, Ford reintrodujo una opción de Motor Windsor 5.0 V8.
El motor usado en el modelo producía 200 caballos de potencia, ganando 35 caballos extra ante el modelo 1988.
Como motorización estándar estaba el V6 Essex de 3.8 L, el V8 únicamente era movido por una transmisión automática de 4 velocidades.
En el programa de televisión Motor Week en una prueba del modelo 1991 demostraba que era similar al Mercury Cougar, una prueba de manejo con el motor Windsor 5.0 V8. revelaba que el modelo aceleraba de 0 a 96 km en 9,2 s; aproximadamente 2 segundos más rápido que un Thunderbird Essex OHV de 3.8 L V6, pero 2 s más lento que el Super Cupé 3.8 L OHV V6.
Sin tomar en cuenta los méritos de este auto, fue considerado fallido por algunos altos mandos, en virtud de que desafortunadamente superó el peso y los costos que habían planeado. Y el precio más alto que era necesario pagar por las mejoras resultó en una gran disminución del volumen de la producción comparado con el modelo anterior. El gerente del programa fue criticado públicamente por el presidente de Ford Harold A. Poling en la ceremonia interna del "Auto del año", renunciando poco tiempo después. La planta de Lorain redujo su ritmo de producción desde 70 unidades por hora a solamente 40 en ese lapso por la reducción de la demanda
En 1994, el Thunderbird recibe algunos cambios menores en el exterior, la toma de aire, las calaveras y la fascia mostraban cambios más modestos en diseño. Al centro de esta, el logo plateado del Thunderbird fue movido a la parte alta de la defensa antes de donde comenzaba el cofre, el interior del Thunderbird fue completamente diseñado con un énfasis a optimizar el confort del conductor. El rediseño mostró un nuevo tipo de rines, radio y aire acondicionado con salidas en las puertas y otras áreas. 
Complementando los cambios al interior y como extra en seguridad Ford creó un sistema dual de bolas de aire para pasajero y conductor en todos los Thunderbird 1994.
Como los más grandes cambios para 1994, el motor V8 de 4.6 L reemplazó al "5.0" Windsor. El V8 de 4.6 L SOHC producía 210 caballos de potencia a 4500 RPM. El EEC-V (base V6 Thunderbirds y Super Cupés continuaron usando el viejo EEC-IV). Electrónicamente controlado por una transmisión automática de 4 velocidades que reemplazaba a las anteriores transmisiones automáticas usadas por el Thunderbird. El Super Coupe continuó en 1994 con el mismo motor super cargado V6 de 3.8 L pero mejorado las Admisión de Entrada del Súpercargador y cabezas de Motor Aumentado su potencia ahora producía 230 caballos de potencia a 4400 RPM. Esto creaba una infinidad de cambios. 
En marzo de 1996, la revista Motor Trend hizo una comparativa de manejo al Thunderbird SC 1995 contra el Chevrolet Monte Carlo Z34 y al Buick Regal Gran Sport. El SC mostró el mejor comportamiento, incluyendo su aceleración de 0 a 96 km en 7 segundos y terminar el cuarto de milla en 15 s a 141 km/h. En suma mostraba un mejor comportamiento que los otros, el autor del artículo, Don Sherman, escribió. "el Buick Regal es competente, un modelo confortable y con precio atractivo, pero es muy tonto llamarlo Gran Sport. Nada es grande y deportivo en el modelo. El Monte Carlo necesita pasar a un V8 y a un año de refinamientos para erradicar esos errores de calidad. Esto deja al Thunderbird SC como el ganador de la prueba. Es lejanamente sofisticado y sus soluciones a un Cupé de cuatro plazas son buenas, acuerdo a un buen precio."
Con críticas como esta, el incremento de mejoras y desarrollo mostrado en los SC le hizo también una vida corta, el Thunderbird SC fue descontinuado luego del modelo 1995 luego de lentas ventas.
Para el modelo 1996, el Thunderbird recibió el último aire, Disponible en versiones LX (V6 y V8)
o Sport (V8 únicamente), el auto recibía luces delanteras y traseras rediseñadas, tomas de aire delanteras y traseras así como laterales diferentes, diferentes rines (de 15 pulgadas en la versión LX y de 16 pulgadas en el Sport) y una delgada toma de aire, la cual fue adaptada para la mecánica 4.6 L. Las versiones V8 fueron modificadas para producir 205 caballos de potencia a 4250 RPM con 280 LB-P, eso dio como resultado un incremento de 15 LB en comparación con los modelos 1994-1995.
En otra comparativa de manejo hecha por la revista Motor Trend contra el Monte Carlo Z34, un Thunderbird adaptado con el V8 de 4.6 L aceleraba de 0 a 96 km en 7.9 s y un cuarto de milla en 15.8 s a 141 km/h . Desafortunadamente para los compradores, todos los compuestos tenían una tendencia a romperse o causar derramamiento de anticongelante.
El modelo básico LX continuaba usando el V6 de 3.8 L equipado con la computadora la cual antes se encontraba únicamente en el V8 de 4.6 . El torque del V6 había aumentado a 215 LB y pasó de 2400 RPM a 2750 RPM y la potencia se vio incrementada a los 145 caballos de potencia en 1996.
En 1997, Ford le dio algunos cambios notables, tratando de ahorrar costos en la elegante cupé. Como resultado, el Thunderbird 1997 mostró como únicas opciones un llamativo quemacocos, diferente terminación en asientos, llave de acceso remoto y reproductor de CD.
También en 1997, Thunderbirds de alto desempeño fueron mostrados, 4 prototipos fueron producidos por la división de vehículos especiales de Ford motorizados con las partes Cobra R, como frenos y rines, una transmisión manual de 5 velocidades, y como motor un V8 de 4.6 L similar al encontrado en el SVT Mustang Cobra.
Los Thunderbirds SVE tenían un espacio para acomodar el suercargador situado arriba del motor. Este modelo especial del Thunderbird no llegó a quedar como proyecto final, porque la completa producción del Thunderbird/Cougar terminó en el modelo 1997. El último MN12 Thunderbird salido de la planta de producción en Lorain, Ohio, fue el 4 de septiembre de 1997.

## Decimotercera generación (2002-2005):Retro Birds
El 3 de enero de 1999, en el Salón del Automóvil de Detroit, Ford presentó un "Concept Car" que retomó el nombre del Thunderbird. Ese modelo se basó en una moderna versión biplaza descapotable que serviría como ejemplo de su predecesor de 1955, al tiempo que nutriría el entusiasmo en la marca.
Considerando la aceptación que obtuvo este Thunderbird, en mayo de 2002 la empresa confirma el inicio de la producción en serie del veterano modelo, con el que se alcanza una venta de 19.085 unidades.
El diseño del Thunderbird apuntó hacia el futuro, valiéndose de los últimos cambios en las tecnologías y de las bases establecidas por el auto en 1955, al mantener un acercamiento con los rasgos del modelo.
Es imposible terminar de detallar todos los aspectos, características e innovaciones del vehículo que los hacen únicos.
En 1958 se le nombra auto del año ganándose el nombramiento en 1987 y 1989 con el "turbo cupé" y el "super coupe" recordando que en 1965 le dieron el primer premio a la gama entera de Ford.
Posteriormente la revista "Motor Trend" entregó el título del automóvil del año en el 2002; Comentando que ningún otro vehículo ha sido galardonado varias veces.
En 2002 se presenta de nuevo el Thunderbird, basado en la plataforma Ford DEW, utilizada también para los modelos Jaguar S-Type y Lincoln LS, con un diseño que recuerda al modelo de 1955 pero actualizado a los tiempos modernos, también de 2 asientos, y con una única versión disponible: descapotable con techo duro extraíble.
En el exterior se pueden apreciar varios rasgos que hacen notable su aire "Retro"; la parrilla, las ventanillas del techo removible, así como los faros y la toma de aire son rasgos que se decidieron retomar.
En el interior el equipamiento fue muy completo destacando asientos eléctricos tipo butaca con terminaciones prémium (de seis posiciones para el conductor y dos para el pasajero), volante con controles de audio y velocidad, sistema de audio Audiophile TM y muchos más accesorios más que hacen de este vehículo un verdadero auto de lujo.
En el apartado de seguridad el vehículo está equipado con ABS en las cuatro ruedas, sistema de sujeción suplementario de bolsas de aire de dos etapas, cinturones de seguridad de tres puntos y anclajes y correas inferiores para asiento del pasajero para niños. 
Ford esperaba vender 25.000 unidades por año. El precio de salida fue de $40.000 dólares y la demanda superó la producción, esto hizo que los vendedores subieran el precio del coche. Cuando las ventas disminuyeron, los vendedores recurrieron a los incentivos (descuentos) para "sacarse los coches de los concesionarios", tal y como se mencionó en la revista New Caro Buyers Guide de 2004. Aun cuando Ford introdujo nuevos paquetes para mejorar las ventas, estas fueron bajantes como las 11.998 del 2004 y las 9.548 del 2005, cuando se dejó de producir. Mecánicamente, la decimotercera generación del Thunderbird usaba únicamente el motor 3.9 AJ35 V8 que rendía 280 CV (209 kW).